# Seyyed-Moschee

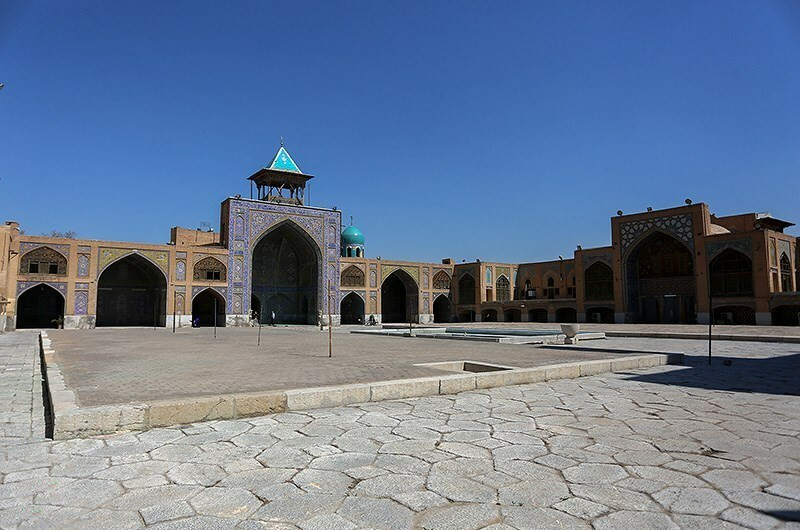
Seyyed-Moschee

Die Seyyed-Moschee oder Sejjed-Moschee (persisch مسجد سید Masdsched Seyyed [mæsd͡ʒɛd ɛ sɛjjɛd]) ist die größte und bekannteste Moschee aus der Kadscharen-Ära in Isfahan.
Sie wurde in der Mitte des 19. Jahrhunderts von dem Geistlichen Seyyed Mohammad Bagher Schafti gegründet, die Vollendung der Keramikfliesenausstattung dauerte bis zum Ende des Jahrhunderts. Die Seyyed-Moschee eignet sich zur Untersuchung der Keramikfliesen in der Kadscharen-Ära.